# ブラン (ナント郡)
ブラン （Brains）は、フランス、ペイ・ド・ラ・ロワール地域圏、ロワール＝アトランティック県のコミューン。
コミューンは歴史的なブルターニュの一部であり、伝統的な地方区分ではペイ・ド・レ、歴史的な地方区分ではペイ・ナンテに属する。
作家のジュール・ヴェルヌは、あるときは叔父の住むラ・ゲルシュ地区に、あるときは友人のいるプレシ地区にと、複数回ブランに滞在した。

## 地理

県におけるブランの位置

ブランはロワール川とグラン・リュー湖の間にある。ナントの18km南西、ブエの4km北西に位置する。1999年にINSEEがまとめた順位表によると、ブランは都市化された農村型コミューンであり、ナント都市圏の一部である。
隣接するコミューンは、シェ・アン・レ、ポール＝サン＝ペール、サン＝レジェ＝レ＝ヴィーニュ、ブエ、ブゲネ、ラ・モンターニュ、サン・ジャン・ド・ボワゾーである。
コミューンの南側をアシュノー川が流れる。

## 由来
本質的なガリア語Nemus Brenno（ブレンノの森）が、1179年に書かれたビュゼのシャルトリエの公文書で明らかになっている。

## 歴史
広大な森林に覆われていたコミューン面積の大部分は、アンシャン・レジーム時代にはブルターニュ公のものだった。代々の継承が多かれ少なかれ強力な領主を生じさせた。シャトー・デュ・プレシは、1793年から1796年までのヴァンデ戦争中にシャレットの中尉であったラ・シャンピオニエールの持ち物であった。ラ・ゲルシュのシャトーは、16世紀までペール家に依存した。ジュール・ヴェルヌの叔父プリュダン・ド・ラ・フュエは1828年から1837年までこのシャトーを所有し、ヴェルヌが夏のヴァカンスに訪れていた。
現在の教会は1875年に建てられたものだが、1676年からこの場所に建っていた教会の跡地を利用している。1901年に完成した鐘楼は高さが50mである。司祭館はフランス革命中に国有財産として売却されてしまった。現在はエスパス・デ・クロ・マトとして、図書館と音響設備を備えた文化スペースとなっている。
19世紀終わりのブランには、6基の風車があった。
アモノー川港は、1914年までアシュノー川の経済的役割、ナントにワインや赤い砂を運搬する様子を目撃してきた。現在の川港は、周囲の湿地の穏やかさ、ポプラの木陰を楽しむ散策者や、漁業関係者の来訪を歓迎している。

## 人口統計
| 1962年 | 1968年 | 1975年 | 1982年 | 1990年 | 1999年 | 2006年 | 2012年 |
| ------ | ------ | ------ | ------ | ------ | ------ | ------ | ------ |
| 999    | 1021   | 1174   | 1578   | 1889   | 2172   | 2479   | 2587   |

source=1999年までLdh/EHESS/Cassini、2004年以降INSEE